# A hóhér kötele
A hóhér kötele Petőfi Sándor egyetlen regénye, először 1846-ban jelent meg. Nem tartozik a költő legjelentősebb művei közé.
Egyike azoknak a korai magyar romantikus regényeknek, melyek a francia romantika hatása alatt az 1840-es évek második felében születtek. Tárgya két bosszúálló ember viaskodása egy életen keresztül.

## Cselekménye
A regényben egy hetvenéves aggastyán, Andorlaki Máté mondja el élete történetét.
A fiatal Andorlaki szerelmes Rózába, de házasságát megakadályozza a barátjából vetélytárssá lett gazdag Ternyei Boldizsár: az esküvő napján nyilvánosan bejelenti, hogy Andorlakinak szeretőjétől, Bettitől fia született. Bár Róza szereti Andorlakit, szülei kívánságára mégis Ternyeihez megy férjhez, majd öngyilkos lesz. Andorlaki elbujdosik; ettől kezdve csak a gyűlölet és a bosszúvágy élteti. Tíz évvel később nyílik alkalom leszámolnia Ternyeivel: kártyán elnyeri ellenfele minden vagyonát és koldussá teszi őt, maga pedig dúsgazdag lesz .
Fordul a kocka: a gazdagból napszámossá lett Ternyei nyomorúságában Andorlaki megrontására tör. Az ő bosszúja jóval kegyetlenebb: hóhérkézre juttatja ellenfele egyetlen fiát. A fájdalmában megtört Andorlaki levágja fia holttestét az akasztófáról és elteszi a hóhér kötelét. Most ismét ő következik, de bosszúja ezúttal szörnyű lesz. Tizenöt évig bujdosik, míg végül elfogja Ternyeit. Szemét kivájja, félholtra veri, de nem öli meg, mert az unokán is bosszút akar állni. Tíz évvel később Ternyei nagy nyomorúságában meghal, unokáját pedig Andorlaki alattomosan rávezeti előbb a kártyázásra, majd vagyonának elvesztése után az egyetlen kiútra: az öngyilkosságra. Az unoka ugyanazzal a kötéllel, ugyanarra az akasztófára köti föl magát, amelyen Andorlaki fia is életét vesztette.

## Jellemzése
A hóhér kötele a korszak magyar romantikus regényeinek képviselője. A francia romantika formai elemein kívül a regény anyagában Eötvös József A karthauzijának hatása is kimutatható, Andorlaki téli vándorlásában és más részletekben saját emlékeiből is merített a költő.
A történet kiindulópontja a bosszú, ami tipikusan romantikus indíték; és bosszúállásokból áll a folytatódó, lazán összefűzött eseménysor is, szélsőségesen romantikus elemekkel: bujdosás, koldustanya, öngyilkosság, pisztolypárbaj, sírfölbontás, akasztás, stb. A környezet- és a jellemrajz szinte teljesen hiányzik, a főhősről még az sem tudható, hogy valójában kegyetlen gazember vagy az igazság gátlástalan bajnoka-e.
Az író elbeszélői stílusa eleven, oldott. Nyelve – különösen saját kora prózaíróihoz képest – világos, könnyen érthető, ma is élvezhető. Sok az egyszerű, rövid mondatokból álló párbeszéd, ettől előadásmódja az élő beszéd természetességével hat.
A regényt Petőfi az 1845-ös év csalódásainak hatása alatt, az önmagával és a világgal való meghasonlása időszakában írta. Általában ezzel szokták magyarázni a művét jellemző sötét színeket. Margócsy István szerint azonban a regényt hiba lenne csak egy múló válság eredményének tekinteni, hiszen hasonlóan „szélsőségekre törő műveket” később is írt a költő. Margócsy úgy látja, hogy „e regény alighanem leginkább úgy jellemezhető, mint vállalt és akart poétikai szabálysértés, azaz kihívás a korban uralkodónak tekintett esztétikai és poétikai konvenciókkal szemben. Petőfi egész életművére jellemző, hogy tudatosan törekedett az egyre inkább tért nyerő és divatozó romantikus irodalom minden mozzanatának megjelenítésére és propagalására…”

## Ezoterikus értelmezése
Hamvas Levente Péter szerint a műben okkult-rózsakeresztes szimbolika rejlik. Tündérasszony vitriolban - Alkímiai és rózsakeresztes vonatkozások a János vitézben című tanulmányában az alkímiai allegóriának tekintett és részletesen elemzett János vitéz mellett egyetlen másik Petőfi-műként A hóhér kötelét említi, melybe Petőfi alkímiai-rózsakeresztes utalásokat rejtett. A hóhér kötele cselekménye, szimbolikája számos ponton rokonságot mutat a János vitézével. A rózsakeresztes mozgalom elindítójának, a rózsakeresztes kiáltványok: Fama Fraternitatis (A testvériség híre), a Confessio Fraternitatis (A testvériség hitvallása) valamint a Christian Rosenkreuz kémiai menyegzője (Chymische Hochzeit Christiani Rosencreutz anno 1459) c. rózsakeresztes mű szerzőjének Johann Valentin Andreae-t tartják, aki ezek közül csak az utóbbi szerzőségét ismerte el. Hamvas Levente Péter elmélete szerint Petőfi a rózsakeresztesség alapítójának nevét a regény főhőse és legközvetlenebb társai nevében rejtette el: Andorlaki Máté, hű szolgája, János és fia, Bálint neve Johann Valentin Andreae nevét rejtheti. Andorlaki öngyilkossá váló menyasszonya pedig Róza, ami szintén a rózsakeresztre utal.
Petőfi tanulmányait többek között Selmecbányán, a hazai alkímia és titkos (hivatalosan tiltott) rózsakeresztesség egyik korabeli fellegvárában végezte. 